# Manuel Asur
Manuel Asur González García (La Güerta, Güeria Carrocera, Samartín del Rei Aurelio, Astúries, 1947) 
és un poeta en asturià i castellà. Considerat com l'iniciador, en poesia, del Surdimientu (renaixement de la poètica moderna en asturià), és un dels més importants en l'actualitat en aquesta llengua. Doctor en filosofia. Columnista del diari La Nueva España i assagista. Actualment treballa en la Conselleria de Medi Rural i Pesca del Principat d'Astúries.

## Obres
- Cancios y poemes pa un riscar 1977)
- Camín del cumal fonderu (1978)
- Vívese d'oyíes: Poemes bilingües (1979)
- Congoxa que ye amor (1982)
- Destruición del poeta (1984)
- Hai una llinia trazada (1987)
- Poesía 1976-1996 (1996).
- Orbayos (2002)
- El libro de las visitas (2003)
- Lo que dice la caracola (2007)
- El solitario de Avilés (2008)
- Balada del balagar (2011)
- Las arrogancias del barro (2015) ISBN 9781326271565, lulu.com